# Egaña
Egaña – miasto w Urugwaju, w departamencie Soriano.